# Trachonitis (landstreek)

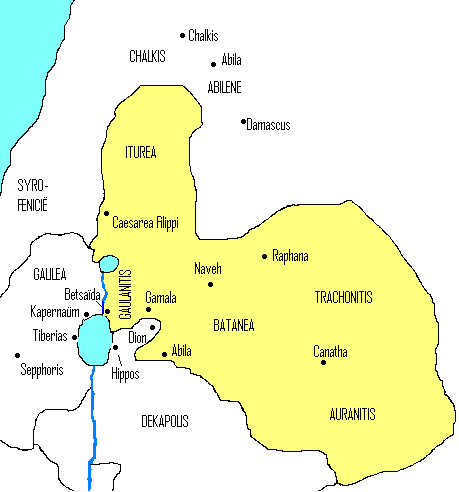
Trachonitis met de omliggende gebieden

Trachonitis was in de Hellenistische en Romeinse periode de naam van een landstreek ten oosten van het Meer van Tiberias. In vroeger tijd rekende men de streek tot Hauran, maar politieke ontwikkelingen maakten dat Trachonitis van (het inmiddels zo genoemde) Auranitis werd losgemaakt.
Het gebied van Trachonitis werd gekenmerkt een rotsachtig, ruig, onherbergzaam gebied, zoals door de naam al geïllustreerd wordt (het Griekse τραχύς trachus betekent 'ruw, oneffen, steenachtig').

## Geschiedenis

### Hellenistische periode
In de Hellenistische periode behoorde Trachonitis officieel tot het rijk van de Ptolemaeën, maar in ieder geval tegen het einde van deze periode werd het gebied in de praktijk beheerst door de Nabateeërs, zoals blijkt uit ter plaatse aangetroffen Nabateese inscripties uit de periode tussen 100 en 64 v.Chr.

### Begin van de Romeinse tijd
In 64 v.Chr. lijfde Pompeius Trachonitis in bij het Romeinse Rijk en maakten er een vazalstaatje van, dat werd overheerst door vorsten uit de inheemse bevolking. Rond 30 v.Chr. heerste Zenodorus er als vazal van de Romeinen. In deze tijd was Trachonitis berucht om zijn roversbenden, die vanuit het onherbergzame Trachonitis plundertochten ondernamen in de wijde omgeving, tot Damascus aan toe.

### Herodes de Grote
Omdat Zenodorus er niet in slaagde een einde te maken aan de plunderingen gaf keizer Augustus aan Herodes de Grote de opdracht in te grijpen. Tussen 23 en 20 v.Chr. kamde Herodes het gebied uit en wist hij de rust in het gebied te herstellen. Als dank voor zijn optreden voegde Augustus het gebied toe aan het Joodse land, waarvan Herodes de koning was.
Toen Herodes in later tijd eens in Rome was, deed in Trachonitis het gerucht de ronde dat Herodes overleden zou zijn. Daarop kwam de bevolking in opstand tegen de Herodianen, met als doel onafhankelijkheid voor Trachonitis te verkrijgen. Zodra Herodes hoorde over de opstand, stuurde hij zijn legers naar het gebied en liet hen daar een grote slachting aanrichten. Zo werd de opstand met harde hand neergeslagen. Om zijn greep op het gebied te vergrote, stichtte Herodes er een kolonie waar hij 3000 Idumeeërs huisvestte.

### Latere Herodianen
Na de dood van Herodes de Grote (4 v.Chr.) werd Trachonitis, samen met Iturea, Gaulanitis, Batanea en Auranitis een tetrarchie, onder het bestuur van de tetrarch Filippus. Flavius Josephus onderscheidt de gebieden, Philo van Alexandrië spreekt echter samenvattend over heel het gebied als Trachonitis, waaruit wel wordt opgemaakt dat Trachonitis het belangrijkste van deze vijf gebieden was. Het Nieuwe Testament duidt Filippus' tetrarchie aan als 'Iturea en het Trachonitische land'.
Filippus stond bekend als een milde koning, die hart had voor zijn onderdanen en die trouw was aan Rome. Tijdens zijn regering legde de bevolking van Trachonitis zich definitief neer bij de Herodiaanse overheersing.
Na Filippus' dood (34 na Chr.) werd het gebied waarover hij geheerst had enkele jaren deel van de provincia Syria, maar in 37 na Chr. kwam het opnieuw in Herodiaanse handen toen Herodes Agrippa I koning werd van het gebied. Toen Agrippa in 44 overleed, kwam het gebied opnieuw onder Syrisch bestuur te staan, totdat keizer Claudius in 53 Herodes Agrippa II als koning aanstelde over het gebied waarover Filippus eerder geheerst had. Tot zijn dood heerste hij er, waarbij hij de stijl en het beleid van Filippus voortzette.

### Deel van Romeinseprovinciae
Na Agrippa's dood (plm. 100 na Chr.) werd het gebied opnieuw onderdeel van Syria. Vermoedelijk kwam Philippus Arabs, die halverwege de 3e eeuw keizer van Rome was, uit Trachonitis.
In 295, tijdens de hervormingen van Diocletianus, werd het gebied ingelijfd bij de provincia Arabia.